# Tambalagamia fauveli
Tambalagamia fauveli är en ringmaskart som beskrevs av Pillai 1961. Tambalagamia fauveli ingår i släktet Tambalagamia och familjen Nereididae. Inga underarter finns listade i Catalogue of Life.